# Susanna Tamaro
Susanna Tamaro (Trieste, 12 de desembre del 1957) és una escriptora i assistent de direcció cinematogràfica italiana. És una descendent d'Italo Svevo.
Va estudiar cinematografia a Roma i va realitzar diversos documentals per a la RAI. El 1994 va publicar Va dove ti porta il cuore, una de les seves novel·les més populars, traduïda al català com Vés on et porti el cor per Assumpta Camps i Olivé el 2008.